# Lycosa chaperi
Lycosa chaperi este o specie de păianjeni din genul Lycosa, familia Lycosidae, descrisă de Simon, 1885. Conform Catalogue of Life specia Lycosa chaperi nu are subspecii cunoscute.